# Esterzahl
Die Esterzahl (EZ) dient der Charakterisierung und analytisch-chemischen Qualitätskontrolle von Glyceriden (Fette, Öle und Wachse). Die Esterzahl zählt zu den Fettkennzahlen.
Die Esterzahl bezeichnet die Masse an Kaliumhydroxid in Milligramm, die benötigt wird, um die in 1 g Fett enthaltenen Esterbindungen der Neutralester zu hydrolysieren (zu verseifen).
Die Berechnung der Esterzahl erfolgt mit:
Esterzahl = Verseifungszahl (VZ) – Säurezahl (SZ)